# Macrocarpaea berryi
Macrocarpaea berryi är en gentianaväxtart som beskrevs av Jason Randall Grant. Macrocarpaea berryi ingår i släktet Macrocarpaea och familjen gentianaväxter. Inga underarter finns listade i Catalogue of Life.